# Список епізодів мультсеріалу «Фінеас і Ферб»
Мультсеріал «Фінеас і Ферб» транслювався з 17 серпня 2007 до 12 червня 2015. Протягом 7 років та 10 місяців було випущено 222 епізоди. Це найдовше шоу на «Disney Channel». В Україні показ йшов на телеканалах «Новий канал», «Disney Channel Ukraine», «ПлюсПлюс».
Українською дубльовано повністю 4 сезони мультсеріалу (крім серії «Phineas and Ferb's Musical Cliptastic Countdown Hosted by Kelly Osbourne»), повнометражний мультфільм «Фінеас і Ферб у другому вимірі» та спеціальний епізод «Файли О. Б.К. А.».
Варто зауважити, що епізоду з кодом 317b не існує. «Сімейне Різдво Фінеаса і Ферба» — це єдиний a-епізод, що не має b-епізоду. Проте, він не транслюється один: його b-продовженням є серія першого сезону «S'Winter» (Зима-літо).
Епізод «Дуф 101» уперше транслювався 15 травня 2014 року в Україні (з російським дубляжем) та 25 липня 2014 у Німеччині та Австрії.

## Огляд серій
| Сезон              | Епізоди          | Номер серії      | Оригінальна трансляція | Оригінальна трансляція |
| Сезон              | Епізоди          | Номер серії      | Перший ефір            | Останній ефір          |
| ------------------ | ---------------- | ---------------- | ---------------------- | ---------------------- |
| 1                  | 47               | 26               | 17 серпня 2007         | 20 березня 2009        |
| 2                  | 65               | 39               | 19 лютого 2009         | 11 лютого 2011         |
| 3                  | 62               | 35               | 4 березня 2011         | 30 листопада 2012      |
| 4                  | 48               | 35               | 7 грудня 2012          | 12 червня 2015         |
| Спеціальний епізод | 9 листопада 2015 | 9 листопада 2015 | 9 листопада 2015       | 9 листопада 2015       |
| Мультфільм         | 5 серпня 2011    | 5 серпня 2011    | 5 серпня 2011          | 5 серпня 2011          |

## 1 сезон (2007—2009)
| Номер епізоду у серіалі | Номер епізоду у сезоні | Номер серії | Назва епізоду                                                                | Режисер                     | Дата виходу в США | Виробничий код |
| 1                       | 1                      | 1           | «Rollercoaster» Американські гірки                                           | Ден Повенмаєр               | 17 серпня 2007    | 101a           |
| 2                       | 2                      | 1           | «Candace Loses Her Head» Кендес втрачає голову                               | Ден Повенмаєр               | 5 лютого 2008     | 101b           |
| 3                       | 3                      | 2           | «The Fast and the Phineas» Швидкий Фінеас                                    | Ден Повенмаєр               | 2 лютого 2008     | 102a           |
| 4                       | 4                      | 2           | «Lawn Gnome Beach Party of Terror» Садові гноми і пляжна вечірка             | Ден Повенмаєр               | 28 вересня 2007   | 102b           |
| 5                       | 5                      | 3           | «The Magnificent Few» Чудова трійця                                          | Ден Повенмаєр               | 8 лютого 2008     | 103a           |
| 6                       | 6                      | 3           | «S'Winter» Зима—Літо                                                         | Ден Повенмаєр               | 9 лютого 2008     | 103b           |
| 7                       | 7                      | 4           | «Are You My Mummy?» Ви моя мумія?                                            | Ден Повенмаєр               | 15 лютого 2008    | 104a           |
| 8                       | 8                      | 4           | «Flop Starz» Фабрика зірок                                                   | Ден Повенмаєр               | 1 лютого 2008     | 104b           |
| 9                       | 9                      | 5           | «Raging Bully» Роздратований хуліган                                         | Ден Повенмаєр               | 4 лютого 2008     | 105a           |
| 10                      | 10                     | 5           | «Lights, Candace, Action!» Світло, Кендес, почали!                           | Ден Повенмаєр               | 3 лютого 2008     | 105b           |
| 11                      | 11                     | 6           | «Get That Bigfoot Outa My Face!» Заберіть від мене цього Бігфута!            | Ден Повенмаєр               | 23 лютого 2008    | 106a           |
| 12                      | 12                     | 6           | «Tree to Get Ready» Битва халабудок                                          | Ден Повенмаєр               | 22 березня 2008   | 106b           |
| 13                      | 13                     | 7           | «It's About Time!» Машина часу                                               | Ден Повенмаєр               | 1 березня 2008    | 107            |
| 14                      | 14                     | 8           | «Jerk De Soleil» Цирк придурків                                              | Ден Повенмаєр               | 10 лютого 2008    | 108a           |
| 15                      | 15                     | 8           | «Toy to the World» Зі світу по іграшці                                       | Джефф «Свомпі» Марш         | 22 лютого 2008    | 108b           |
| 16                      | 16                     | 9           | «One Good Scare Ought to Do It!» Налякай її                                  | Ден Повенмаєр і Зак Монкріф | 3 жовтня 2008     | 109            |
| 17                      | 17                     | 10          | «A Hard Day's Knight» Важка це робота — бути лицарем                         | Ден Повенмаєр               | 14 червня 2008    | 110a           |
| 18                      | 18                     | 10          | «I, Brobot» Я — Бробот                                                       | Ден Повенмаєр               | 6 лютого 2008     | 110b           |
| 19                      | 19                     | 11          | «Mom's Birthday» Мамин день народження                                       | Ден Повенмаєр               | 29 лютого 2008    | 111a           |
| 20                      | 20                     | 11          | «Journey to the Center of Candace» Подорож у центр Кендес                    | Ден Повенмаєр               | 29 лютого 2008    | 111b           |
| 21                      | 21                     | 12          | «Run Away Runway» Подіум тікає з-під ніг                                     | Ден Повенмаєр               | 7 лютого 2008     | 112a           |
| 22                      | 22                     | 12          | «I Scream, You Scream» Я кричу, ти кричиш                                    | Зак Монкріф                 | 17 лютого 2008    | 112b           |
| 23                      | 23                     | 13          | «It's a Mud, Mud, Mud, Mud World» Світ — це багно!                           | Зак Монкріф                 | 24 лютого 2008    | 113a           |
| 24                      | 24                     | 13          | «The Ballad of Badbeard» Балада Гидьбороди                                   | Ден Повенмаєр               | 12 квітня 2008    | 113b           |
| 25                      | 25                     | 14          | «Dude, We're Getting the Band Back Together» Чуваки, ми знову збираємо групу | Ден Повенмаєр               | 8 березня 2008    | 114            |
| 26                      | 26                     | 15          | «Ready for the Bettys» В гостях у «Бетті»                                    | Зак Монкріф                 | 16 лютого 2008    | 115a           |
| 27                      | 27                     | 15          | «The Flying Fishmonger» Летючий Риболов                                      | Зак Монкріф                 | 12 вересня 2008   | 115b           |
| 28                      | 28                     | 16          | «Phineas and Ferb Get Busted!» Нарешті!                                      | Ден Повенмаєр               | 16 лютого 2009    | 116            |
| 29                      | 29                     | 17          | «Greece Lightning» Грецька блискавка                                         | Ден Повенмаєр               | 19 квітня 2008    | 117a           |
| 30                      | 30                     | 17          | «Leave the Busting to Us!» Ми попалимо їх за Вас                             | Зак Монкріф                 | 19 квітня 2008    | 117b           |
| 31                      | 31                     | 18          | «Crack That Whip» Покажи їм                                                  | Ден Повенмаєр               | 24 травня 2008    | 118a           |
| 32                      | 32                     | 18          | «The Best Lazy Day Ever» Ледачий день                                        | Зак Монкріф                 | 24 травня 2008    | 118b           |
| 33                      | 33                     | 19          | «Boyfriend From 27,000 B.C.» 27000 років до нашої ери                        | Зак Монкріф                 | 7 червня 2008     | 119a           |
| 34                      | 34                     | 19          | «Voyage to the Bottom of Buford» Подорож у глиб Б'юфорда                     | Зак Монкріф                 | 7 червня 2008     | 119b           |
| 35                      | 35                     | 20          | «Put That Putter Away» Заберіть від мене ключки                              | Зак Монкріф                 | 10 серпня 2008    | 120a           |
| 36                      | 36                     | 20          | «Does This Duckbill Make Me Look Fat?» Цей качиний ніс мене повнить?         | Ден Повенмаєр               | 10 серпня 2008    | 120b           |
| 37                      | 37                     | 21          | «Traffic Cam Caper» Операція «Камера»                                        | Ден Повенмаєр і Зак Монкріф | 12 липня 2008     | 121a           |
| 38                      | 38                     | 21          | «Bowl-R-Ama Drama» Драматичний боулінг                                       | Ден Повенмаєр               | 12 липня 2008     | 121b           |
| 39                      | 39                     | 22          | «The Monster of Phineas-n-Ferbenstein» Монстр Фінеаса і Фербенштейна         | Зак Монкріф                 | 17 жовтня 2008    | 122a           |
| 40                      | 40                     | 22          | «Oil on Candace» Кендес в олії                                               | Зак Монкріф                 | 17 жовтня 2008    | 122b           |
| 41                      | 41                     | 23          | «Unfair Science Fair» Науковий ярмарок                                       | Ден Повенмаєр і Зак Монкріф | 17 лютого 2009    | 123a           |
| 42                      | 42                     | 23          | «Unfair Science Fair Redux» (Another Story) Науковий ярмарок (інша версія)   | Ден Повенмаєр і Зак Монкріф | 18 лютого 2009    | 123b           |
| 43                      | 43                     | 24          | «Out to Launch» Космічна подорож                                             | Ден Повенмаєр і Зак Монкріф | 5 грудня 2008     | 124            |
| 44                      | 44                     | 25          | «Got Game?» Пограємо у гру?                                                  | Зак Монкріф                 | 2 серпня 2008     | 125a           |
| 45                      | 45                     | 25          | «Comet Kermillian» Комета Керміліана                                         | Ден Повенмаєр               | 2 серпня 2008     | 125b           |
| 46                      | 46                     | 26          | «Out of Toon» У ритмі танцю                                                  | Зак Монкріф                 | 7 листопада 2008  | 126a           |
| 47                      | 47                     | 26          | «Hail Doofania!» Слався, Дуфеніє!                                            | Зак Монкріф                 | 7 листопада 2008  | 126b           |

## 2 сезон (2009—2011)
| Номер епізоду у серіалі | Номер епізоду у сезоні | Номер серії | Назва епізоду                                                                            | Режисер                              | Дата виходу в США | Виробничий код |
| 48                      | 1                      | 1           | «The Lake Nose Monster» Лохніське чудовисько                                             | Роберт Ф. Г'юз                       | 19 лютого 2009    | 201            |
| 49                      | 2                      | 2           | «Interview With a Platypus» Інтерв'ю з качкодзьобом                                      | Зак Монкріф                          | 20 лютого 2009    | 202a           |
| 50                      | 3                      | 2           | «Tip of the Day» Слово дня                                                               | Роберт Ф. Г'юз                       | 20 лютого 2009    | 202b           |
| 51                      | 4                      | 3           | «Attack of the 50-Foot Sister» Атака 50-футової сестри                                   | Зак Монкріф                          | 21 лютого 2009    | 203a           |
| 52                      | 5                      | 3           | «Backyard Aquarium» Акваріум на подвір'ї                                                 | Роберт Ф. Г'юз                       | 21 лютого 2009    | 203b           |
| 53                      | 6                      | 4           | «Day of the Living Gelatin» День живого желе                                             | Зак Монкріф                          | 28 лютого 2009    | 204a           |
| 54                      | 7                      | 4           | «Elementary My Dear Stacy» Елементарно, Стейсі                                           | Зак Монкріф                          | 28 лютого 2009    | 204b           |
| 55                      | 8                      | 5           | «Don't Even Blink» Навіть не кліпай                                                      | Роберт Ф. Г'юз                       | 4 квітня 2009     | 205a           |
| 56                      | 9                      | 5           | «Chez Platypus» У качкодзьоба                                                            | Зак Монкріф                          | 4 квітня 2009     | 205b           |
| 57                      | 10                     | 6           | «Perry Lays an Egg» Перрі відклав яйце                                                   | Зак Монкріф                          | листопада 2009    | 206a           |
| 58                      | 11                     | 6           | «Gaming the System» Віртуально чи реально?                                               | Зак Монкріф                          | 11 квітня 2009    | 206b           |
| 59                      | 12                     | 7           | «The Chronicles of Meap» Хроніки Міпа                                                    | Джефф «Свомпі» Марш і Роберт Ф. Г'юз | 18 квітня 2009    | 207            |
| 60                      | 13                     | 8           | «Thaddeus and Thor» Тадеус і Тор                                                         | Зак Монкріф                          | 15 червня 2009    | 208a           |
| 61                      | 14                     | 8           | «De Plane! De Plane!» Літак! Літак!                                                      | Зак Монкріф                          | 15 червня 2009    | 208b           |
| 62                      | 15                     | 9           | «Let's Take a Quiz» Вікторина                                                            | Зак Монкріф                          | 22 червня 2009    | 209a           |
| 63                      | 16                     | 9           | «At the Car Wash» Автомийка                                                              | Роберт Ф. Г'юз                       | 22 червня 2009    | 209b           |
| 64                      | 17                     | 10          | «Oh, There You Are, Perry» А, ось ти де, Перрі                                           | Роберт Ф. Г'юз                       | 11 липня 2009     | 210a           |
| 65                      | 18                     | 10          | «Swiss Family Phineas» Швейцарська родина Фінеаса                                        | Зак Монкріф                          | 11 липня 2009     | 210b           |
| 66                      | 19                     | 11          | «Phineas and Ferb's Musical Cliptastic Countdown» Кліптастичний хітпарад Фінеаса і Ферба | Ден Повенмаєр                        | 12 жовтня 2009    | 211            |
| 67                      | 20                     | 12          | «Phineas and Ferb's Quantum Boogaloo» Квантові викрутаси Фінеаса і Ферба                 | Зак Монкріф                          | 21 вересня 2009   | 212            |
| 68                      | 21                     | 13          | «Hide and Seek» Гра в хованки                                                            | Зак Монкріф                          | 18 липня 2009     | 213a           |
| 69                      | 22                     | 13          | «That Sinking Feeling» Передчуття катастрофи                                             | Роберт Ф. Г'юз                       | 18 липня 2009     | 213b           |
| 70                      | 23                     | 14          | «The Baljeatles» Балджітлс                                                               | Роберт Ф. Г'юз                       | 25 липня 2009     | 214a           |
| 71                      | 24                     | 14          | «Vanessassary Roughness» Ванессина брутальність                                          | Роберт Ф. Г'юз                       | 25 липня 2009     | 214b           |
| 72                      | 25                     | 15          | «No More Bunny Business» Більше ніяких справ із кроликами                                | Зак Монкріф                          | 1 серпня 2009     | 215a           |
| 73                      | 26                     | 15          | «Spa Day» Спа день                                                                       | Роберт Ф. Г'юз                       | 1 серпня 2009     | 215b           |
| 74                      | 27                     | 16          | «Bubble Boys» Політ на мильній бульбашці                                                 | Зак Монкріф                          | 17 жовтня 2009    | 216a           |
| 75                      | 28                     | 16          | «Isabella and the Temple of Sap» Ізабелла і храм деревного соку                          | Зак Монкріф                          | 17 жовтня 2009    | 216b           |
| 76                      | 29                     | 17          | «Cheer Up Candace» Кендес, не сумуй                                                      | Роберт Ф. Г'юз                       | 24 жовтня 2009    | 217a           |
| 77                      | 30                     | 17          | «Fireside Girl Jamboree» Вечірка дівчат-скаутів                                          | Зак Монкріф                          | 24 жовтня 2009    | 217b           |
| 78                      | 31                     | 18          | «The Bully Code» Кодекс забіяки                                                          | Зак Монкріф                          | 31 жовтня 2009    | 218a           |
| 79                      | 32                     | 18          | «Finding Mary McGuffin» У пошуках Мері МакГафін                                          | Роберт Ф. Г'юз і Джей Лендер         | 31 жовтня 2009    | 218b           |
| 80                      | 33                     | 19          | «What Do It Do?» Для чого це?                                                            | Роберт Ф. Г'юз і Джей Лендер         | 14 листопада 2009 | 219a           |
| 81                      | 34                     | 19          | «Atlantis» Атлантида                                                                     | Зак Монкріф                          | 14 листопада 2009 | 219b           |
| 82                      | 35                     | 20          | «Picture This» Сфотографуй це                                                            | Роберт Ф. Г'юз і Джей Лендер         | 7 листопада 2009  | 220a           |
| 83                      | 36                     | 20          | «Nerdy Dancin'» Нудні танці                                                              | Зак Монкріф                          | 7 листопада 2009  | 220b           |
| 84                      | 37                     | 21          | «I Was a Middle Aged Robot» Роботожиття                                                  | Зак Монкріф                          | 13 лютого 2010    | 221a           |
| 85                      | 38                     | 21          | «Suddenly Suzy» Несподівана Сьюзі                                                        | Джей Лендер і Роберт Ф. Г'юз         | 13 лютого 2010    | 221b           |
| 86                      | 39                     | 22          | «Phineas and Ferb Christmas Vacation» Фінеас і Ферб: Зимові канікули                     | Зак Монкріф                          | 6 грудня 2009     | 222            |
| 87                      | 40                     | 23          | «Undercover Carl» Карл під прикриттям                                                    | Зак Монкріф                          | 13 лютого 2010    | 223a           |
| 88                      | 41                     | 23          | «Hip Hip Parade» Гіп гіп парад                                                           | Зак Монкріф і Роберт Ф. Г'юз         | 13 лютого 2010    | 223b           |
| 89                      | 42                     | 24          | «Just Passing Through» Ідемо напролом                                                    | Зак Монкріф                          | 6 лютого 2010     | 224a           |
| 90                      | 43                     | 24          | «Candace's Big Day» Зоряна година Кендес                                                 | Роберт Ф. Г'юз і Джей Лендер         | 6 лютого 2010     | 224b           |
| 91                      | 44                     | 25          | «Invasion of the Ferb Snatchers» Вторгнення Фербозамінювачів                             | Зак Монкріф                          | 20 лютого 2010    | 225a           |
| 92                      | 45                     | 25          | «Ain't No Kiddie Ride» Недитячі атракціони                                               | Зак Монкріф                          | 20 лютого 2010    | 225b           |
| 93                      | 46                     | 26          | «Wizard of Odd» Чарівник країни див                                                      | Джей Лендер і Роберт Ф. Г'юз         | 24 вересня 2010   | 226            |
| 94                      | 47                     | 27          | «The Beak» Птах                                                                          | Джефф «Свомпі» Марш і Джей Лендер    | 8 березня 2010    | 227            |
| 95                      | 48                     | 28          | «Not Phineas and Ferb» Без Фінеаса і Ферба                                               | Зак Монкріф                          | 27 лютого 2010    | 228a           |
| 96                      | 49                     | 28          | «Phineas and Ferb-Busters!» Мисливці на Фінеаса і Ферба                                  | Джей Лендер                          | 27 лютого 2010    | 228b           |
| 97                      | 50                     | 29          | «The Lizard Whisperer» Заклинач ящірки                                                   | Зак Монкріф                          | 6 березня 2010    | 229a           |
| 98                      | 51                     | 29          | «Robot Rodeo» Робото-родео                                                               | Джей Лендер                          | 6 березня 2010    | 229b           |
| 99                      | 52                     | 30          | «The Secret of Success» Секрет успіху                                                    | Зак Монкріф                          | 8 жовтня 2010     | 230a           |
| 100                     | 53                     | 30          | «The Doof Side of the Moon» Дуф повертає місяць                                          | Джей Лендер                          | 8 жовтня 2010     | 230b           |
| 101                     | 54                     | 31          | «She's the Mayor» Вона — мер                                                             | Зак Монкріф                          | 14 червня 2010    | 231a           |
| 102                     | 55                     | 31          | «The Lemonade Stand» Лимонадний кіоск                                                    | Джей Лендер                          | 14 червня 2010    | 231b           |
| 103                     | 56                     | 32          | «We Call It Maze» Оце так лабіринт                                                       | Зак Монкріф                          | 1 жовтня 2010     | 232a           |
| 104                     | 57                     | 32          | «Ladies and Gentlemen, Meet Max Modem!» Пані та панове, знайомтеся, Макс Модем!          | Джей Лендер                          | 1 жовтня 2010     | 232b           |
| 105                     | 58                     | 33          | «Nerds of a Feather» Одного поля ягоди                                                   | Джей Лендер                          | 16 серпня 2010    | 233            |
| 106                     | 59                     | 34          | «Phineas and Ferb Hawaiian Vacation» Гавайські канікули                                  | Зак Монкріф                          | 9 липня 2010      | 234            |
| 107                     | 60                     | 35          | «Split Personality» Роздвоєння особистості                                               | Джей Лендер                          | 29 жовтня 2010    | 235a           |
| 108                     | 61                     | 35          | «Brain Drain» Вимивання мізків                                                           | Джей Лендер                          | 29 жовтня 2010    | 235b           |
| 109                     | 62                     | 36          | «Make Play» Грай                                                                         | Зак Монкріф                          | 11 лютого 2011    | 236a           |
| 110                     | 63                     | 36          | «Candace Gets Busted» Кендес покарано                                                    | Зак Монкріф                          | 11 лютого 2011    | 236b           |
| 111                     | 64                     | 37-38       | «Phineas and Ferb: Summer Belongs to You!» Фінеас і Ферб: Літо — твоя пора!              | Роберт Ф. Г'юз і Ден Повенмаєр       | 2 серпня 2010     | 237/238        |
| 112                     | 65                     | 39          | «Rollercoaster: The Musical!» Американські гірки: Мюзикл!                                | Ден Повенмаєр і Роберт Ф. Г'юз       | 28 січня 2011     | 239            |

## 3 сезон (2011—2012)
| Номер епізоду у серіалі | Номер епізоду у сезоні | Номер серії | Назва епізоду                                                                   | Режисер                              | Дата виходу в США | Виробничий код |
| 113                     | 1                      | 1           | «Run, Candace, Run» Біжи, Кендес, біжи                                          | Джей Лендер                          | 11 березня 2011   | 301a           |
| 114                     | 2                      | 1           | «Last Train to Bustville» Останній поїзд до Баствіля                            | Роберт Ф. Г'юз                       | 11 березня 2011   | 301b           |
| 115                     | 3                      | 2           | «The Great Indoors» Чарівна біосфера                                            | Джей Лендер                          | 4 березня 2011    | 302a           |
| 116                     | 4                      | 2           | «Canderemy» Кендеремі                                                           | Джей Лендер                          | 4 березня 2011    | 302b           |
| 117                     | 5                      | 3           | «The Belly of the Beast» У череві чудовиська                                    | Джей Лендер                          | 29 квітня 2011    | 303a           |
| 118                     | 6                      | 3           | «Moon Farm» Місячна ферма                                                       | Роберт Ф. Г'юз                       | 29 квітня 2011    | 303b           |
| 119                     | 7                      | 4           | «Phineas' Birthday Clip-O-Rama!» Кліп-О-Рама в День народження Фінеаса!         | Джей Лендер                          | 1 квітня 2011     | 304            |
| 120                     | 8                      | 5           | «Ask a Foolish Question» Постав дурне питання                                   | Джей Лендер                          | 13 травня 2011    | 305a           |
| 121                     | 9                      | 5           | «Misperceived Monotreme» Незбагненний однопрохідний                             | Джей Лендер                          | 13 травня 2011    | 305b           |
| 122                     | 10                     | 6           | «Candace Disconnected» Відключена Кендес                                        | Роберт Ф. Г'юз                       | 18 червня 2011    | 306a           |
| 123                     | 11                     | 6           | «Magic Carpet Ride» Чарівна подорож на килимі                                   | Джей Лендер                          | 18 червня 2011    | 306b           |
| 124                     | 12                     | 7           | «Bad Hair Day» День поганого волосся                                            | Роберт Ф. Г'юз                       | 24 червня 2011    | 307a           |
| 125                     | 13                     | 7           | «Meatloaf Surprise» Сюрприз з м'ясними рулетами                                 | Роберт Ф. Г'юз                       | 24 червня 2011    | 307b           |
| 126                     | 14                     | 8           | «Tri-Stone Area» Територія трьох каменів                                        | Роберт Ф. Г'юз                       | 13 січня 2012     | 308a           |
| 127                     | 15                     | 8           | «Doof Dynasty» Династія Дуф                                                     | Джей Лендер                          | 14 січня 2012     | 308b           |
| 128                     | 16                     | 9           | «Phineas and Ferb Interrupted» Фінеас і Ферб відключені                         | Джей Лендер                          | 15 липня 2011     | 309a           |
| 129                     | 17                     | 9           | «A Real Boy» Справжній хлопець                                                  | Роберт Ф. Г'юз                       | 15 липня 2011     | 309b           |
| 130                     | 18                     | 10          | «Mommy Can You Hear Me?» Мамо, ти мене чуєш?                                    | Джей Лендер                          | 29 липня 2011     | 310a           |
| 131                     | 19                     | 10          | «Road Trip» Дорожні пригоди                                                     | Роберт Ф. Г'юз                       | 29 липня 2011     | 310b           |
| 132                     | 20                     | 11          | «Skiddley Whiffers» Скіддлі Віфферс                                             | Джей Лендер                          | 26 серпня 2011    | 311a           |
| 133                     | 21                     | 11          | «Tour de Ferb» Тур де Ферб                                                      | Джей Лендер                          | 12 серпня 2011    | 311b           |
| 134                     | 22                     | 12          | «My Fair Goalie» Мій прекрасний воротар                                         | Джефф «Свомпі» Марш і Роберт Ф. Г'юз | 9 вересня 2011    | 312            |
| 135                     | 23                     | 13          | «Perry the Actorpus» Перрі актордзьоб                                           | Роберт Ф. Г'юз                       | 3 березня 2011    | 313a           |
| 136                     | 24                     | 13          | «Bullseye!» В яблучко!                                                          | Джей Лендер                          | 30 вересня 2011   | 313b           |
| 137                     | 25                     | 14          | «That's the Spirit!» Це дух                                                     | Джей Лендер                          | 7 жовтня 2011     | 314a           |
| 138                     | 26                     | 14          | «The Curse of Candace» Прокляття Кендес                                         | Роберт Ф. Г'юз і Джей Лендер         | 7 жовтня 2011     | 314b           |
| 139                     | 27                     | 15          | «Escape from Phineas Tower» Втеча з вежі Фінеаса                                | Джей Лендер                          | 21 жовтня 2011    | 315a           |
| 140                     | 28                     | 15          | «The Remains of the Platypus» Залишки Качкодзьоба                               | Зак Монкріф                          | 24 лютого 2012    | 315b           |
| 141                     | 29                     | 16          | «Ferb Latin» Ферб латина                                                        | Роберт Ф. Г'юз і Джей Лендер         | 25 листопада 2011 | 316a           |
| 142                     | 30                     | 16          | «Lotsa Latkes» Свято оладків                                                    | Джей Лендер                          | 18 листопада 2011 | 316b           |
| 143                     | 31                     | 17          | «A Phineas and Ferb Family Christmas» Сімейне Різдво Фінеаса і Ферба            | Ден Повенмаєр і Роберт Ф. Г'юз       | 2 грудня 2011     | 317a           |
| 144                     | 32                     | 18          | «What A Croc!» Ну і крокодил!                                                   | Роберт Ф. Г'юз                       | 1 червня 2012     | 318a           |
| 145                     | 33                     | 18          | «Ferb TV» Ферб ТБ                                                               | Роберт Ф. Г'юз                       | 7 вересня 2012    | 318b           |
| 146                     | 34                     | 19          | «Mom's In the House» Мама в ударі                                               | Джей Лендер                          | 2 березня 2012    | 319a           |
| 147                     | 35                     | 19          | «Minor Monogram» Молодший Монограма                                             | Ден Повенмаєр                        | 11 травня 2012    | 319b           |
| 148                     | 36                     | 20          | «Excaliferb» Ескаліферб                                                         | Роберт Ф. Г'юз                       | 15 січня 2012     | 320            |
| 149                     | 37                     | 21          | «Monster from the Id» Монстер з Ід                                              | Джей Лендер                          | 10 лютого 2012    | 321a           |
| 150                     | 38                     | 21          | «Gi-Ants» Ї-рахи                                                                | Роберт Ф. Г'юз                       | 10 лютого 2012    | 321b           |
| 151                     | 39                     | 22          | «Agent Doof» Агент Дуф                                                          | Роберт Ф. Г'юз                       | 11 травня 2012    | 322a           |
| 152                     | 40                     | 22          | «Phineas and Ferb and the Temple of Juatchadoon» Фінеас і Ферб у храмі Вочадуна | Джей Лендер                          | 16 січня 2012     | 322b           |
| 153                     | 41                     | 23          | «Delivery of Destiny» Доставка долі                                             | Роберт Ф. Г'юз                       | 27 квітня 2012    | 323a           |
| 154                     | 42                     | 23          | «Let's Bounce» Пострибаймо                                                      | Роберт Ф. Г'юз                       | 16 березня 2012   | 323b           |
| 155                     | 43                     | 24          | «Quietest Day Ever» Найспокійніший день                                         | Джей Лендер                          | 30 березня 2012   | 324a           |
| 156                     | 44                     | 24          | «Bully Bromance Breakup» Посварились — помирились                               | Джей Лендер                          | 16 березня 2012   | 324b           |
| 157                     | 45                     | 25          | «The Doonkelberry Imperative» Ягідна мандрівка                                  | Джей Лендер                          | 30 березня 2012   | 325a           |
| 158                     | 46                     | 25          | «Buford Confidential» Б'юфод загадковий                                         | Джей Лендер                          | 27 квітня 2012    | 325b           |
| 159                     | 47                     | 26          | «Sleepwalk Surprise» Сюрпризи сновиди                                           | Роберт Ф. Г'юз                       | 8 червня 2012     | 326a           |
| 160                     | 48                     | 26          | «Sci-Fi Pie Fly» Неспокійний день                                               | Джей Лендер                          | 8 червня 2012     | 326b           |
| 161                     | 49                     | 27          | «Meapless in Seattle» Міпопея у Сієтлі                                          | Роберт Ф. Г'юз                       | 6 квітня 2012     | 327            |
| 162                     | 50                     | 28          | «The Mom Attractor» Магніт для мами                                             | Роберт Ф. Г'юз                       | 4 травня 2012     | 328a           |
| 163                     | 51                     | 28          | «Cranius Maximus» Голова розумна                                                | Джей Лендер                          | 4 травня 2012     | 328b           |
| 164                     | 52                     | 29          | «Sipping with the Enemy» Чашка кави з ворогом                                   | Роберт Ф. Г'юз                       | 22 червня 2012    | 329a           |
| 165                     | 53                     | 29          | «Tri-State Treasure: Boot of Secrets» Скарби ярмарку і секрети скрибка          | Джей Лендер                          | 22 червня 2012    | 329b           |
| 166                     | 54                     | 30          | «Doofapus» Дуфодзьоб                                                            | Роберт Ф. Г'юз                       | 6 липня 2012      | 330a           |
| 167                     | 55                     | 30          | «Norm Unleashed» Несамовитий Норм                                               | Джей Лендер                          | 20 липня 2012     | 330b           |
| 168                     | 56                     | 31          | «When Worlds Collide» Коли зіштовхуються світи                                  | Роберт Ф. Г'юз                       | 14 вересня 2012   | 331a           |
| 169                     | 57                     | 31          | «Road to Danville» Дорога на Денвіль                                            | Джей Лендер                          | 26 жовтня 2012    | 331b           |
| 170                     | 58                     | 32          | «Where's Perry?» Гей, а де Перрі? Частина 1                                     | Роберт Ф. Г'юз                       | 26 липня 2012     | 332            |
| 171                     | 59                     | 33          | «Where's Perry?» (Part Two)" Гей, а де Перрі? Частина 2                         | Джей Лендер і Роберт Ф. Г'юз         | 24 серпня 2012    | 333            |
| 172                     | 60                     | 34          | «Blackout!» Знеструмлення                                                       | Джей Лендер                          | 30 листопада 2012 | 334a           |
| 173                     | 61                     | 34          | «What'd I Miss?» Що я пропустив?                                                | Роберт Ф. Г'юз                       | 17 вересня 2012   | 334b           |
| 174                     | 62                     | 35          | «This Is Your Backstory» Це Ваша передісторія                                   | Джей Лендер                          | 2 листопада 2012  | 335            |

## 4 сезон (2012—2015)
| Номер епізоду у серіалі | Номер епізоду у сезоні | Номер серії | Назва епізоду                                                                              | Режисер                      | Дата виходу в США | Виробничий код |
| 175                     | 1                      | 1           | «Fly On the Wall» Муха на стіні                                                            | С'ю Перрото                  | 2 січня 2013      | 401a           |
| 176                     | 2                      | 1           | «My Sweet Ride» Моя машина                                                                 | Роберт Ф. Г'юз               | 1 лютого 2013     | 401b           |
| 177                     | 3                      | 2           | «For Your Ice Only» Як риба об лід                                                         | Роберт Ф. Г'юз               | 7 грудня 2012     | 402a           |
| 178                     | 4                      | 2           | «Happy New Year!» З Новим Роком!                                                           | С'ю Перрото                  | 7 грудня 2012     | 402b           |
| 179                     | 5                      | 3           | «Bully Bust» Забіяка на завданні                                                           | С'ю Перрото                  | 18 січня 2013     | 403a           |
| 180                     | 6                      | 3           | «Backyard Hodge Podge» Гармидер на подвір'ї                                                | С'ю Перрото                  | 19 квітня 2013    | 403b           |
| 181                     | 7                      | 4           | «Der Kinderlumper» Кіндерлюмпер                                                            | Роберт Ф. Г'юз               | 15 лютого 2013    | 404a           |
| 182                     | 8                      | 4           | «Just Desserts» Просто десерт                                                              | Роберт Ф. Г'юз               | 5 липня 2013      | 404b           |
| 183                     | 9                      | 5           | «Bee Day» Бджолиний день                                                                   | С'ю Перрото                  | 26 квітня 2013    | 405a           |
| 184                     | 10                     | 5           | «Bee Story» Бджолина історія                                                               | С'ю Перрото                  | 26 квітня 2013    | 405b           |
| 185                     | 11                     | 6           | «Sidetracked» Запасна колія                                                                | Роберт Ф. Г'юз і С'ю Перрото | 1 березня 2013    | 406            |
| 186                     | 12                     | 7           | «Knot My Problem» Заплутана історія                                                        | С'ю Перрото                  | 5 липня 2013      | 407a           |
| 187                     | 13                     | 7           | «Mind Share» Обмін свідомістю                                                              | Роберт Ф. Г'юз               | 5 липня 2013      | 407b           |
| 188                     | 14                     | 8           | «Primal Perry» Полювання на Перрі                                                          | Роберт Ф. Г'юз               | 2 березня 2013    | 408            |
| 189                     | 15                     | 9           | «La Candace-Cabra» Кендес-кабра                                                            | С'ю Перрото                  | 12 липня 2013     | 409a           |
| 190                     | 16                     | 9           | «Happy Birthday, Isabella» З Днем народження, Ізабело                                      | Роберт Ф. Г'юз               | 12 липня 2013     | 409b           |
| 191                     | 17                     | 10          | «Great Balls Of Water» Великі краплі                                                       | С'ю Перрото                  | 7 червня 2013     | 410a           |
| 192                     | 18                     | 10          | «Where's Pinky?» Де Пінкі?                                                                 | Роберт Ф. Г'юз               | 7 червня 2013     | 410b           |
| 193                     | 19                     | 11-12       | «Phineas and Ferb: Mission Marvel» Фінеас і Ферб: місія Марвел                             | Роберт Ф. Г'юз і С'ю Перрото | 16 серпня 2013    | 411/412        |
| 194                     | 20                     | 13          | «Thanks But No Thanks» Спасибі, але не треба                                               | С'ю Перрото                  | 13 вересня 2013   | 413a           |
| 195                     | 21                     | 13          | «Troy Story» Троянська історія                                                             | Роберт Ф. Г'юз               | 20 вересня 2013   | 413b           |
| 196                     | 22                     | 14          | «Love at First Byte» Любов з першого байта                                                 | С'ю Перрото                  | 2 серпня 2013     | 414a           |
| 197                     | 23                     | 14          | «One Good Turn» Поворот                                                                    | Роберт Ф. Г'юз               | 9 серпня 2013     | 414b           |
| 198                     | 24                     | 15          | «Cheers for Fears» Страхи                                                                  | С'ю Перрото                  | 1 листопада 2013  | 415a           |
| 199                     | 25                     | 15          | «Just Our Luck» Удача                                                                      | С'ю Перрото                  | 10 січня 2014     | 415b           |
| 200                     | 26                     | 16          | «Return Policy» Повернення товару                                                          | С'ю Перрото                  | 24 січня 2014     | 416a           |
| 201                     | 27                     | 16          | «Imperfect Storm» Неідеальний шторм                                                        | Роберт Ф. Г'юз               | 11 червня 2014    | 416b           |
| 202                     | 28                     | 17          | «Steampunx» Парові машини                                                                  | Роберт Ф. Г'юз               | 15 листопада 2013 | 417a           |
| 203                     | 29                     | 17          | «It's No Picnic» Це не пікнік                                                              | С'ю Перрото                  | 23 червня 2014    | 417b           |
| 204                     | 30                     | 18          | «Terrifying Tri-State Trilogy of Terror» Страшна трилогія жахів трьох штатів               | Роберт Ф. Г'юз               | 5 жовтня 2013     | 418            |
| 205                     | 31                     | 19          | «Druselsteinoween» Дрюсельштейновін                                                        | Роберт Ф. Г'юз               | 4 жовтня 2013     | 419a           |
| 206                     | 32                     | 19          | «Face Your Fear» Подивися страху просто в очі                                              | Роберт Ф. Г'юз               | 11 жовтня 2013    | 419b           |
| 207                     | 33                     | 20          | «The Klimpaloon Ultimatum» Ультиматум Клімпалуна                                           | С'ю Перрото                  | 7 липня 2014      | 420            |
| 208                     | 34                     | 21          | «Doof 101» Дуф 101                                                                         | Роберт Ф. Г'юз               | 27 листопада 2014 | 421a           |
| 209                     | 35                     | 21          | «Father's Day» День батька                                                                 | С'ю Перрото                  | 10 червня 2014    | 421b           |
| 210                     | 36                     | 22          | «Operation Crumb Cake» Операція «Кексик»                                                   | Роберт Ф. Г'юз               | 14 липня 2014     | 422a           |
| 211                     | 37                     | 22          | «Mandace» Кендес-хлопець                                                                   | С'ю Перрото                  | 14 липня 2014     | 422b           |
| 212                     | 38                     | 23          | «Tales from the Resistance: Back to the 2nd Dimension» Історія руху опору в другому вимірі | Роберт Ф. Г'юз               | 25 листопада 2014 | 423            |
| 213                     | 39                     | 24          | «The Return of the Rogue Rabbit» Повернення злісного кролика                               | Роберт Ф. Г'юз               | 16 червня 2014    | 424a           |
| 214                     | 40                     | 24          | «Live and Let Drive» Живи і дай їздити іншим                                               | С'ю Перрото                  | 1 березня 2014    | 424b           |
| 215                     | 41                     | 25          | «Lost in Danville» Загублені в Денвілі                                                     | С'ю Перрото                  | 29 вересня 2014   | 425a           |
| 216                     | 42                     | 25          | «The Inator Method» Мотивінатор                                                            | С'ю Перрото                  | 29 вересня 2014   | 425b           |
| 217                     | 43                     | 26          | «Act Your Age» Уже дорослі                                                                 | Роберт Ф. Г'юз               | 9 лютого 2015     | 426            |
| 218                     | 44                     | 27-28       | «Phineas and Ferb Save Summer» Фінеас і Ферб рятують літо                                  | Роберт Ф. Г'юз і С'ю Перрото | 9 червня 2014     | 427/428        |
| 219                     | 45                     | 29-30       | «Night of the Living Pharmacists» Ніч живих аптекарів                                      | С'ю Перрото і Роберт Ф. Г'юз | 4 жовтня 2014     | 430/431        |
| 220                     | 46                     | 31-32       | «Phineas and Ferb: Star Wars» Фінеас і Ферб: Зоряні війни                                  | Роберт Ф. Г'юз і С'ю Перрото | 26 липня 2014     | 433/434        |
| 221                     | 47                     | 33-34       | «Last Day of Summer» Фінеас і Ферб: Останній день літа                                     | С'ю Перрото і Роберт Ф. Г'юз | 12 червня 2015    | 436/437        |
| 222                     | 48                     | 35          | «Phineas and Ferb's Musical Cliptastic Countdown Hosted by Kelly Osbourne»                 | Кім Роберсон                 | 28 червня 2013    | 440            |

## Файли О. Б.К. А.
«Файли О. Б.К. А.» — спеціальний 44-хвилинний епізод, прем'єра якого відбулася після закінчення мультсеріалу.
Сюжет фокусується на співпраці Агента П, Доктора Дуфеншмірца та нових агентів для порятунку «О. Б.К. А.» (Організації Без Крутої Абревіатури).
| Назва                             | Режисер        | Сценаристи                                                                                  | Дата виходу в США | Дата виходу в Україні | Виробничий код |
| --------------------------------- | -------------- | ------------------------------------------------------------------------------------------- | ----------------- | --------------------- | -------------- |
| «O.W.C.A. Files» Файли О. Б.К. А. | Роберт Ф. Г'юз | Берні Пітерсон, Келвін Суггс, Едді Пітмен, Джон Малот, Кім Роберсон, Кайл Менке та Майк Бел | 9 листопада 2015  | 10 жовтня 2015        | 441            |

## Повнометражні фільми
| Назва                                                                                           | Режисер                        | Сценаристи | Дата виходу в США                       | Дата виходу в Україні |
| ----------------------------------------------------------------------------------------------- | ------------------------------ | --- | --------------------------------------- | --------------------- |
| «Phineas and Ferb the Movie: Across the 2nd Dimension» Фінеас і Ферб у другому вимірі           | Ден Повенмаєр і Роберт Ф. Г'юз | Джон Колтон Беррі, Ден Повенмайр та Джефф «Свомпі» Марш                                                                     | 5 серпня 2011                           | 5 листопада 2011      |
| «Phineas and Ferb the Movie: Candace against the Universe» Фінеас і Ферб: Кендес проти Всесвіту | Боб Боуен                      | Ден Повенмайр, Джеф «Свомпі» Марш, Джим Бернштейн, Боб Боуен, Джон К. Баррі, Джошуа Прует, Кейт Конделл та Джефрі М. Говард | 28 серпня 2020 (ексклюзивно на Disney+) | TBA                   |